# 얼터너티브 송
얼터너티브 송(Alternative Songs)은 미국의 음악 잡지 《빌보드》에 1988년 9월 10일부터 실리고 있는 음악 차트이다. 모던 록 라디오 방송을 통해 가장 많이 방송되었던 40곡을 싣고 있다. 처음으로 1위에 오른 곡은 수지 & 더 밴시스(Siouxsie & the Banshees)의 〈Peek-a-Boo〉이다.

## 기록
- 가장 많은 곡을 1위 곡을 배출해낸 음악가는 12곡을 배출한 레드 핫 칠리 페퍼스이며, 린킨 파크가 10곡으로 2위이다.
- 한 음반에서 가장 많은 1위 싱글이 나온 음반은 린킨 파크의 2003년 음반 《Meteora》로, 5곡이 1위에 올랐다.
- 다음은 10주 이상 1위를 유지한 곡들이다.

| 기간 | 연도      | 곡명                             | 음악가                           |
| ---- | --------- | -------------------------------- | -------------------------------- |
| 20주 | 2017년    | 〈Feel It Still〉                | 포르투갈. 더 맨                  |
| 19주 | 2012~13년 | 〈Madness〉                      | 뮤즈                             |
| 18주 | 2007년    | 〈The Pretender〉                | 푸 파이터스                      |
| 17주 | 2009년    | 〈Uprising〉                     | 뮤즈                             |
| 16주 | 1999년    | 〈Scar Tissue〉                  | 레드 핫 칠리 페퍼스              |
| 16주 | 2001년    | 〈It's Been Awhile〉             | 스테인드                         |
| 16주 | 2004~05년 | 〈Boulevard of Broken Dreams〉   | 그린 데이                        |
| 15주 | 1997~98년 | 〈Sex and Candy〉                | 마시 플레이그라운드              |
| 15주 | 2007년    | 〈What I've Done〉               | 린킨 파크                        |
| 14주 | 2002년    | 〈By the Way〉                   | 레드 핫 칠리 페퍼스              |
| 14주 | 2006년    | 〈Dani California〉              | 레드 핫 칠리 페퍼스              |
| 13주 | 2000년    | 〈Otherside〉                    | 레드 핫 칠리 페퍼스              |
| 13주 | 2001년    | 〈How You Remind Me〉            | 니켈백                           |
| 13주 | 2011년    | 〈Rope〉                         | 푸 파이터스                      |
| 13주 | 2013년    | 〈Radioactive〉                  | 이매진 드래곤스                  |
| 13주 | 2017년    | 〈Believer〉                     | 이매진 드래곤스                  |
| 12주 | 2000~01년 | 〈Hemorrhage (In My Hands)〉     | 퓨얼                             |
| 12주 | 2004년    | 〈Numb〉                         | 린킨 파크                        |
| 12주 | 2010년    | 〈New Divide〉                   | 린킨 파크                        |
| 12주 | 2012년    | 〈Somebody That I Used to Know〉 | 고티에 featearing 킴브           |
| 12주 | 2015~16년 | 〈Stressed Out〉                 | 트웬티 원 파일럿츠               |
| 11주 | 1999년    | 〈My Own Worst Enemy〉           | 릿                               |
| 11주 | 2000년    | 〈Kryptonite〉                   | 3 도어스 다운                    |
| 11주 | 2008년    | 〈Pork and Beans〉               | 위저                             |
| 11주 | 2008년    | 〈You're Gonna Go Far, Kid〉     | 오프스프링                       |
| 11주 | 2010년    | 〈Lay Me Down〉                  | 더티 헤즈 featearing 롬 라메라즈 |
| 10주 | 1995~96년 | 〈Wonderwall〉                   | 오아시스                         |
| 10주 | 2002~03년 | 〈All My Life〉                  | 푸 파이터스                      |
| 10주 | 2010년    | 〈Tighten Up〉                   | 블랙 키스                        |